# St. Peter (Worms-Herrnsheim)
St. Peter in Herrnsheim ist die römisch-katholische Pfarrkirche des Ortes. Sie ist dem Heiligen Petrus geweiht und war über Jahrhunderte die Grablege des Zweiges der Familie Dalberg, die im benachbarten Schloss Herrnsheim wohnte. Die Kirche ist heute überwiegend durch die gotische Bauphase des 15. Jahrhunderts und durch neugotische Umbauten aus dem 19. Jahrhundert geprägt.

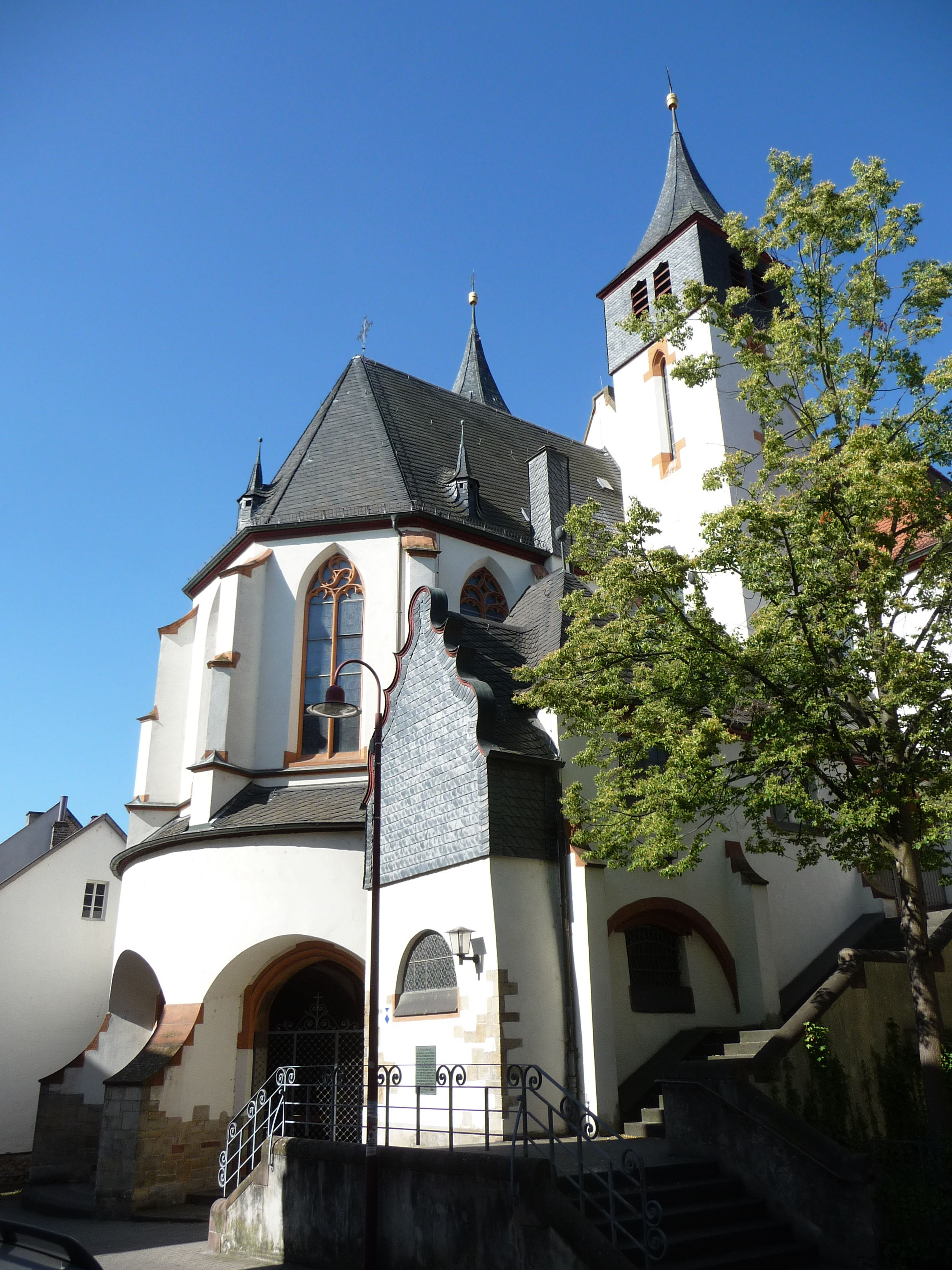
Chor der Kirche St. Peter

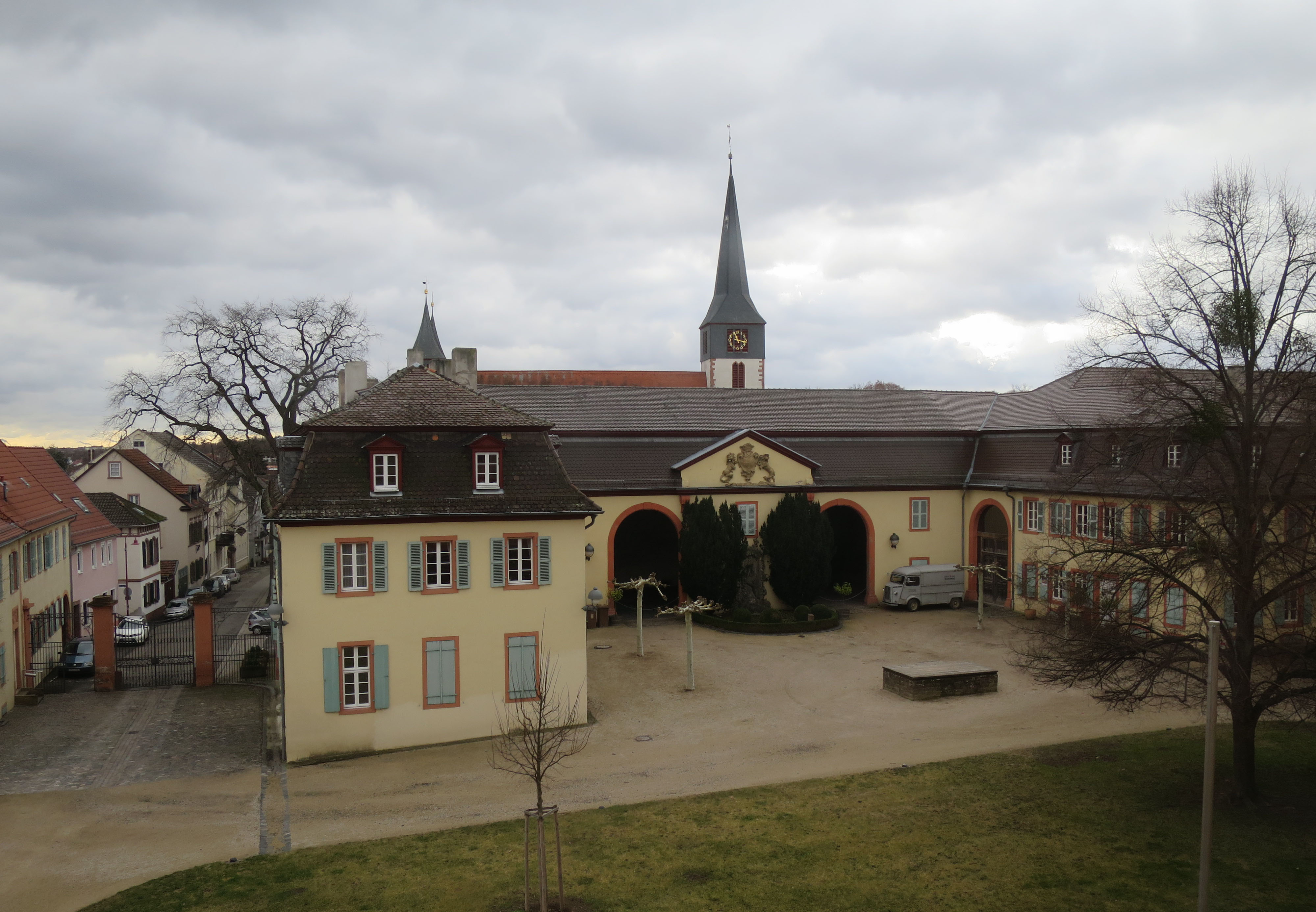
Blick auf die Kirche vom Herrnsheimer Schloss über dessen Wirtschaftsgebäude

## Geschichte

### Mittelalter
Eine Kirche bestand an dieser Stelle schon vor dem 13. Jahrhundert. Die ältesten heute noch sichtbaren Reste der romanischen Kirche befinden sich im Hauptschiff und Turm und werden in das erste Viertel des 13. Jahrhunderts datiert. Die älteste erhaltene Erwähnung der Kirche stammt von 1212.
Die romanische Kirche war dreischiffig und wurde in der zweiten Hälfte des 15. Jahrhunderts gotisch ausgebaut und erweitert. Anlass war, dass ein Zweig der Familie der Kämmerer von Worms mit Philipp I. das Dorf und das Schloss übernommen hatten. Die Kirche wurde nun zur Familiengrablege und das Schloss blieb bis in die Mitte des 19. Jahrhunderts eine Residenz, zunächst der Kämmerer von Worms, dann der aus ihr hervorgegangenen Familie von Dalberg. Der Umbau begann etwa 1470, als der polygonale Chor der Kirche im Stil der Spätgotik neu errichtet wurde. Baumeister war Jakob von Landshut, Leiter der Bauhütte des Straßburger Münsters. Die Umgestaltung der Herrnsheimer Kirche gehört zu seinem Frühwerk. Das romanische Langhaus wurde in gotischen Formen umgebaut: Die romanischen, im Grundriss viereckigen Pfeiler, erhielten einen achteckigen Querschnitt und die Decke des Mittelschiffs wurde mit einem Netzgewölbe versehen. Die Fenster des Turms wurden gotisiert. Nur eines an der Ostseite, zum Dachboden des Hauptschiffs, weist noch die ursprüngliche Form auf.
Entlang des südlichen Seitenschiffes wurde eine Kapelle als Familiengrablege angebaut. Sie hat zwei Joche, das Deckengewölbe weist ein komplexes Rippensystem auf und zeigt die Wappen derer von Dalberg und derer von Flersheim, nimmt also Bezug auf die Ehe der Bauherrschaft, Philipp I. Kämmerer von Worms († 1492) und seiner Frau, Barbara von Flersheim († 1483). Die Kapelle war der Heiligen Ursula geweiht. Ursprünglich war sie mit einer Gruft unterkellert, die aber später zugeschüttet wurde. Die dort vorhandenen Grabplatten seien in die Kapelle selbst versetzt worden. Die Kirche wurde von der Familie von Dalberg aber nicht nur als Grablege genutzt, auch andere kirchliche Handlungen fanden hier statt, etwa Taufen.
Im Südportal der Kirche findet sich die Jahreszahl 1478. Die Arbeiten waren um 1490 abgeschlossen.
Im 15. Jahrhundert hatte die Kirche sechs Geistliche: fünf Altaristen für die Altäre von Maria und die Heiligen Nikolaus, Jodokus, Magdalena und Ursula und ein Plebanus. Einer der Altaristen leitete die Schule.

### Frühe Neuzeit und Reformation
Während der Reformation blieb die Familie von Dalberg – bis auf wenige Ausnahmen – römisch-katholisch. Lutherisch wurden nur Philipp V. und sein Sohn, Eberhard II. Nach dem Grundsatz Cuius regio, eius religio führte Philipp V. 1581 in den von ihm beherrschten Dörfern Abenheim und Herrnsheim die lutherische Konfession ein. Da mit Eberhard II. allerdings diese Linie der Dalberger ausstarb, erbten römisch-katholische Dalberger die Dörfer. Diese führten 1625 wieder die römisch-katholische Konfession ein. Mit der schwedischen Besetzung von Herrnsheim im Dreißigjährigen Krieg wurde das wieder rückgängig gemacht, aber Wolfgang Johann von Dalberg soll in dieser Zeit vom schwedischen König Gustav II. Adolf die Erlaubnis erhalten haben, in der Dalberg-Kapelle weiter die römisch-katholische Messe lesen zu lassen. Eine andere Version dieser „Ausnahmegenehmigung“ lautet, dass einmal im Jahr eine römisch-katholische Messe in der Dalberg-Kapelle gelesen werden durfte. 1635 war die Kirche in Herrnsheim endgültig wieder römisch-katholisch.

### Neuzeit

Grundriss vor dem Umbau 1904

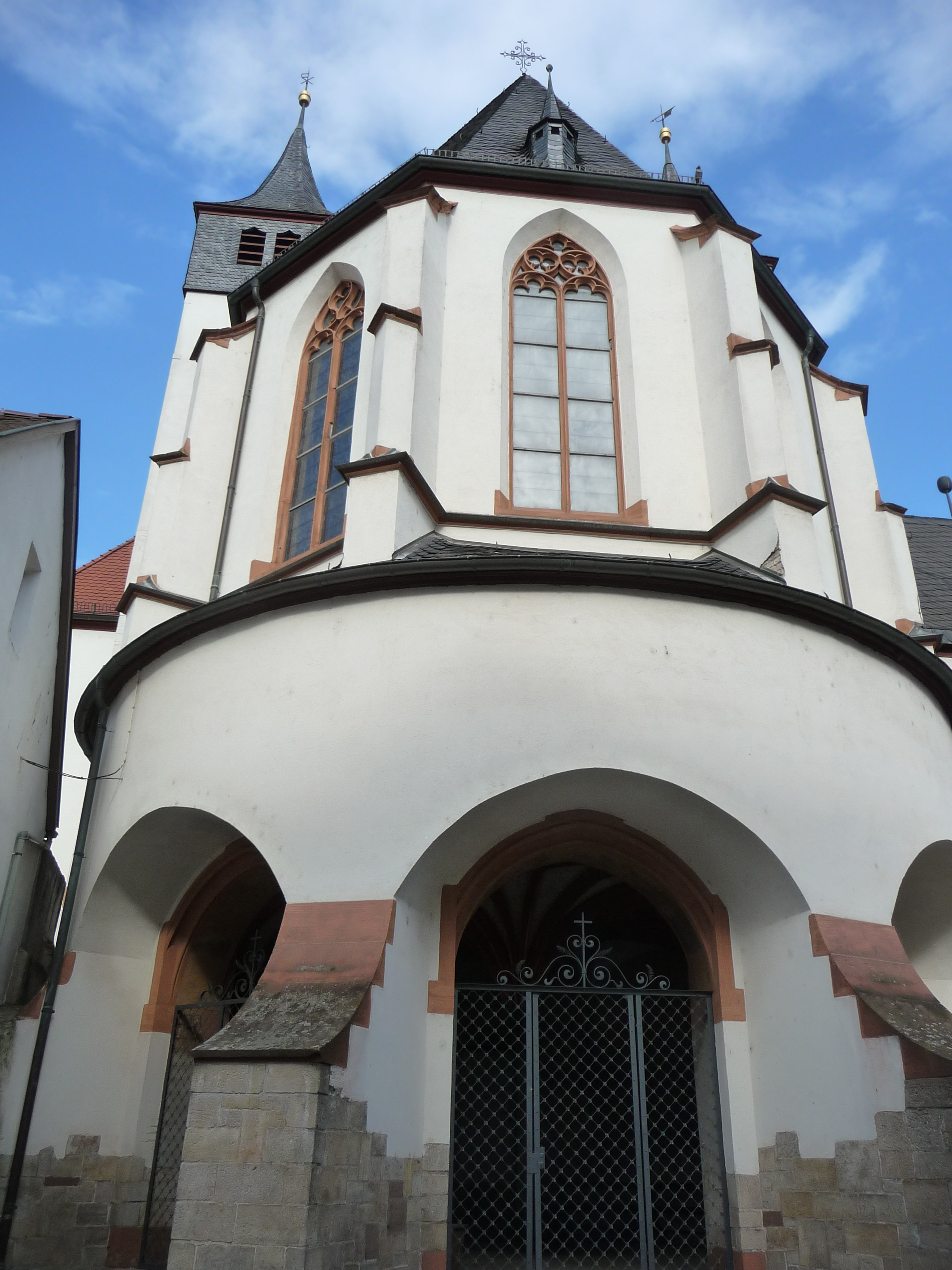
Nach Osten verschobener gotischer Chor des Jakob von Landshut auf der Subkonstruktion von 1904

1878 wurde dem nördlichen Seitenschiff ein weiteres Schiff vorgelagert, dessen Ostabschluss als Herz-Jesu-Kapelle gestaltet war und das eine Empore erhielt. Damit konnten 90 weitere Plätze geschaffen werden, die damals dringend benötigt wurden. Für diesen Umbau zeichneten die Mainzer Dombaumeister Pierre Cuypers und anschließend Joseph Lucas verantwortlich.
1883 kaufte der Wormser Großindustrielle Cornelius Wilhelm Heyl das Schloss Herrnsheim, auch um seine Erhebung in den Adelsstand zu befördern. Das gelang auch und er nannte sich fortan von Heyl zu Herrnsheim. Zwar wohnte er nicht dauerhaft in Herrnsheim, nutzte aber den dalbergischen Nachlass, um seinem jungen Adelstitel alten Glanz zu verleihen. So förderte er auch – obwohl selbst evangelisch – Ausbau und Erhalt von St. Peter: 1903 erhielt der Turm ein neues Obergeschoss und einen neuen Helm. Einschließlich Wetterhahn und Kreuz ist er 47 m hoch. 1904/1905 kam es zu einem durchgreifenden Umbau unter dem Architekten August Greifzu. Der Chor wurde abgetragen und weiter östlich an der Straße auf einem neuen Untergeschoss neu errichtet. Der Raum zwischen Langhaus und Chor wurde in der Breite der vier Kirchenschiffe ähnlich einem Querhaus gestaltet. Weiter wurden Chorflankentürme errichtet. Dies alles geschah in neugotischem Stil.
Die Familie von Heyl nutzte die Kirche St. Peter nicht als Grabstätte, baute sich aber in Herrnsheim zu diesem Zweck die Gottliebenkapelle.
1912 wurde vor das westlich der Dalberg-Kapelle gelegene Portal ein Vorraum angebaut. Er dient heute als Gedenkort für die durch den Zweiten Weltkrieg gestorbenen Herrnsheimer.
1971 wurde das 750-jährige Jubiläum auf Grundlage der ältesten erhaltenen Erwähnung der Kirche festlich begangen.

## Gebäude
Die Kirche wirkt durch die das südliche Seitenschiff abschnittsweise begleitende Dalberger-Kapelle und das 1878 angebaute nördliche Schiff in diesem Bereich fünfschiffig. Mit dem 1904/1905 zwischen versetztem Chor und Langhaus eingefügten Bauteil wirkt die Anlage als habe sie einen kreuzförmigen Grundriss. Nördlich des Chores wurde eine zweijochige Sakristei angebaut. Auch der Westturm wurde im Zuge dieser umfassenden Neugestaltung erhöht. Er hatte ursprünglich eine offene Halle.

### Ausstattung
Das geschnitzte Chorgestühl stammt von 1486, die Kanzel von 1489. Sie zeigt das Wappen der Familie von Dalberg.

### Altäre
Hauptaltäre
- Der barocke Hochaltar war eine Stiftung von Philipp Wilhelm von Dalberg[Anm. 2] (* 22. März 1671; † 22. Mai 1721) und ersetzte wohl einen älteren. Er wurde von Johann Kaspar Herwarthel unter Mitwirkung des Bildhauers Martin Biterich und des Malers Franz Edmund Hügel, alle aus Mainz, geschaffen.[35]

Im Zuge des Umbaus der Kirche 1904/1905 wurde der Barockaltar entfernt, später in der St. Paulus-Kirche in Worms wieder aufgebaut und dort 1929 erneut geweiht, nachdem dort das Dominikanerkloster St. Paulus eingerichtet worden war.
In St. Peter wurde der barocke Hochaltar durch einen neugotischen Flügelaltar ersetzt. Er zeigt im geschlossenen Zustand zwei gemalte Tafeln, das Wunder der Brotvermehrung und die Einsetzung der Eucharistie. In geöffnetem Zustand ist in der Mitte das Tabernakel zu sehen, flankiert von Tafeln in bemalter Reliefschnitzerei, die Ereignisse aus dem Leben Jesu darstellen (von links nach rechts): Himmelfahrt, Geburt, Anbetung der Könige und Auferstehung. Über den Szenen ist mittig ein Gnadenstuhl angeordnet, flankiert von zwei Evangelisten. Die beiden anderen stehen je seitlich des Altaraufbaus und sind, wenn dessen Flügel offen stehen, verdeckt. :Dieser neugotische Altar ist einer der wenigen komplett erhaltenen, der nachträglich nicht modernisiert oder verstümmelt worden ist. Dies macht ihn heute zu einem wertvollen kunsthistorischen Zeugnis.
- Der Zelebrationsaltar ist eine Ergänzung aus der Zeit nach der Liturgiereform des Zweiten Vatikanischen Konzils. Er wurde von Gernot Rumpf geschaffen und 1994 geweiht.[39]

Nebenaltäre
- Der linke Seitenaltar im Querbau ist ein Mutter-Gottes-Altar.[40]
- Der rechte Seitenaltar im Querbau ist dem Heiligen Josef geweiht.
- Der Altar am Ostende des nördlichen Seitenschiffs ist der Herz-Jesu-Altar.
- Der Ursula- oder auch Dalbergaltar[41] steht am Ostende der Dalberg-Kapelle. (Siehe dazu unten: Epitaph für Wolfgang Friedrich I. von Dalberg, † 1621.)

### Grabdenkmäler
Zahlreich sind die Grabdenkmäler, vor allem der Familie von Dalberg, sowohl in der Dalberger-Kapelle als auch entlang der südlichen Außenwand der Kirche. Neben den Epitaphien sind auch – manchmal zusätzlich – Grabplatten im Boden eingelassen. Die Grabdenkmäler sind:
in der Grabkapelle
- Als Epitaph für Philipp I. Kämmerer von Worms, † 1492, und seiner Frau, Bärbel von Flersheim, † 1483, wurde ein über Eck stehendes Doppelbildnis in der Südostecke der Kapelle errichtet.[43] Barbara war die erste der Familie, die in der damals neuen Grabkapelle beigesetzt wurde. Da das Sterbejahr  Philipp I. in der Inschrift offensichtlich nachgetragen wurde, wird davon ausgegangen, dass das Grabmal zwischen 1483 und 1492 entstand.[44] Die Grabplatte für Philipp I. liegt vor dem Altar im Boden der Kapelle.[45]
- Grabplatte für Philipp II.[Anm. 3]
- Das Doppelgrabmal für Wolfgang V., † 1549, und seine Frau, Elisabeth, geborene Vetzer[Anm. 4] von Geisspitzheim, † 1534, steht in der Mitte der Südwand der Kapelle. Es wurde von Joseph Schmid aus Urach geschaffen.[46] Wolfgang V. ist in einer Paraderüstung dargestellt, sie in reicher, festlicher Bekleidung.
- Grabmal und Grabplatte für Eberhard I., † 1559, und seine erste Frau, Ursula, geborene von Hutten, † 1555. Hier findet sich für ihn in der Inschrift das unzutreffende Sterbejahr 1561[47], was daran liegen kann, dass das Grabmal erst 1618 geschaffen wurde.[48]
- Das Grabmal für Georg (Jörg) von Dalberg, † 1561, seine beiden Frauen, Anna, geborene von Flersheim, † 1553, und Elisabeth, geborene Ulner von Dieburg, † 1594, ist ein monumentales Renaissance-Grabmal, das die gesamte Westwand der Dalberg-Kapelle einnimmt. Es zeigt auf der einen Seite Georg und gegenüber seine beiden Frauen unter dem Kreuz betend und im Hintergrund die 12 Kinder aus beiden Ehen. Das Grabmal wird Endress (Andreas) Wolf aus Heilbronn zugeschrieben.[49]
- Das Epitaph für Wolfgang Friedrich I. von Dalberg († 1621) und seine erste Frau, Ursula[50], † 1611, nimmt die Ostwand der Grab-Kapelle der Dalbergs ein, die der Heiligen Ursula geweiht ist, und hat die Form eines Hochaltars. Das zentrale Bild stellt die Figuren von Maria und Johannes anbetend beiderseits des in der Mitte angeordneten Gekreuzigten dar.[51] Das spätgotische Holzkruzifix dieser Szene ist Zutat einer Renovierung des Grabmal-Altars von 1753.[52] Die vor der Szene angeordneten Personen stellen außen das Stifterpaar da, vor ihnen ihre Kinder. Welche dargestellt sind, ist aber im Einzelnen umstritten, da die Darstellung nicht mit der Genealogie übereinstimmt, die sechs Töchter aufweist[53], und die Beschriftung des Grabmals wohl ebenfalls fehlerhaft ist.[54] Eine der beiden größeren weiblichen Figuren, rechts außen, könnte Margareta Kunigunde, geborene Löw von Steinfurth, † 1626, darstellen, die zweite Frau von Wolfgang Friedrich I.[55] Das Denkmal war ursprünglich farbig gestaltet, die Farben wurden später entfernt.[56]
- Franz Heinrich von Dalberg, † 1776, und seine Frau, Maria Sophie Anna Freiin von Eltz-Kempenich, † 1763[57]
- Das Grabmal für Herzog Emmerich Joseph von Dalberg, † 1833, ist als Stele mit Büste gestaltet.[58] Er war sowohl der letzte Dalberger der hier bestattet wurde als auch die letzte Bestattung innerhalb der Kirche.

im Chor
An den Seitenwänden des Chors hängen zwei auf Holz gemalte Epitaphien einander gegenüber:
- Ein Bild stellt Philipp V. von Dalberg, † 1590, und seine Familie dar unter einer Gnadenstuhl-Szene dar.[59]
- Das andere Bild wurde für Wolfgang IX. von Dalberg, † 1616, geschaffen. Es zeigt ihn und seine Familie in einer Auferstehungsszene.[60]

im Kirchenschiff
- Grabdenkmal für Magdalena von Dalberg, † 1556, und ihren Mann, Heinrich von Zeiskam, † 1562[61]

im inneren nördlichen Seitenschiff
- Das Grabmal von Dieter V. von Dalberg, † 1467[62] befindet sich auf der Höhe des hinter ihm gelegenen Herz-Jesu-Altars am Übergang zum Querbau.
- Das Grabmal des Paul von Breitenbach, † 1555,[63] befindet sich dem Grabmal von Dieter V. von Dalberg direkt gegenüber am Aufgang zur Kanzel.
- Grabmal des Johann Kohler von Andernach, † 1480, Geistlicher[64]

im äußeren nördlichen Seitenschiff
- Das Grabmal für Wolfgang Eberhard II. von Dalberg zu Herrnsheim und Abenheim, † 1737, und seine Frau, Anna Maria, geborene Greiffenclau zu Vollrads[65], † 1768, befindet sich an der Nordwand, zwischen Eingang und dem östlich folgenden Fenster.
- Das Grabmal für Margareta, geborene von Rechberg, † 1547, Frau von Wolfgang VIII. (1522–1576)[66], wurde zwischen den beiden östlichen Fenstern angebracht.

südliche Außenwand
- Anna von Dalberg, verheiratete Knebel von Katzenelnbogen, † 1626[67]
- Barbara von Dalberg, † 1583[68], eine wohl noch minderjährig gestorbene Tochter von Philipp V. von Dalberg
- Philipp V. von Dalberg, † 1590[69]
- Grabstein eines Ritters, † 1589[70]
- Grabstein um 1600 mit einem Allianzwappen mit dalbergischer Hälfte[71]
- Eberhard II. von Dalberg, † 1614[72]

weitere Bestattungen, ohne genauere Ortsangabe
- Wolfgang Johann von Dalberg zu Clerf (französisch Clervaux; heute: Großherzogtum Luxemburg), Schüttburg und Herrnsheim, † 1634[73]

### Orgel
Die Orgel wurde 1995 von Johannes Klais Orgelbau als Opus 1738 eingebaut und ersetzt eine Orgel von 1929, die Michael Körfer aus Gau-Algesheim gebaut hatte. Die neue Orgel verfügt über 25 Register, die auf zwei Manuale und Pedal verteilt sind. Ihr Prospekt stammt von Leopold Hafner. Die Disposition lautet wir folgt:
| I Hauptwerk C– |        |
| Principal      | 8′     |
| Rohrgedackt    | 8′     |
| Salicional     | 8′     |
| Octave         | 4′     |
| Spitzflöte     | 4′     |
| Superoctave    | 2′     |
| Larigot        | 1 ⁄3 ′ |
| Cornet III     | 2 ⁄3 ′ |
| Mixtur V       | 2′     |
| Trompete       | 8′     |

| II Rückpositiv C– |        |
| Flaut Travers     | 8′     |
| Gedeckt           | 8′     |
| Praestant         | 4′     |
| Chorflöte         | 4′     |
| Nazard            | 2 ⁄3′  |
| Doublette         | 2′     |
| Terz              | 1 3⁄5′ |
| Cymbel III        | 1′     |
| Cromorne          | 8′     |
| Vox Humana        | 8′     |
| Tremulant         |        |

| Pedal C–    |     |
| Subbass     | 16′ |
| Octavebass  | 8′  |
| Violoncell  | 8′  |
| Superoctave | 4′  |
| Fagott      | 16′ |

- Koppeln: II/I, I/P, II/P

### Glocken
| Nr. | Gießer, Gussort                   | Bezeichnung           | Gussjahr        | Gewicht (kg) | Nominal | Anmerkung                                                   |
| 1   | Glockengießerei Hamm, Frankenthal | St. Peters-Glocke     | 4. Februar 1910 | 1485         | des     |                                                             |
| 2   | Friedrich Schrader, Frankenthal   | Magdalenen-Glocke     | 1785            | 950          | f       | Unter anderem trägt sie ein Wappen der Familie Dalberg      |
| 3   |                                   | St. Sebastians-Glocke | 1951            | 510          | as      | Ersatz für eine im Zweiten Weltkrieg eingeschmolzene Glocke |
| 4   |                                   | Schutzengel-Glocke    | 1951            | 350          | b       | Ersatz für eine im Zweiten Weltkrieg eingeschmolzene Glocke |

Eine 1482 oder 1485 gegossene Glocke sprang am Abend des Fronleichnamstages, den 30. Mai 1907. Sie wurde an das Historische Museum der Pfalz in Speyer verkauft.

## Wissenswertes
Es gibt einen ansehnlichen Kirchenschatz mit Bestand vom 15. Jahrhundert bis in den Barock, darunter zwei Messgewänder mit Wappen. Es handelt sich wahrscheinlich um Bestand der Schlosskapelle, für den die Freiherren von Heyl, weil evangelisch, nach Übernahme des Schlosses 1883 keine Verwendung hatten und ihn der Ortsgemeinde schenkten.